# Lourdes Ambriz
Lourdes Ambríz es una soprano mexicana.
Debutó con la compañía Nacional de ópera del Instituto Nacional de Bellas Artes en 1982 con el papel de Olympia en los Cuentos de Hoffman. Se ha presentado con la mayoría de las orquestas de México y ha cantado también con la Orquesta de Cámara de Saint Paul, la Sinfónica de Dallas, la Sinfónica de San Francisco, la Orquesta del Centro Nacional de las Artes del Canadá, la Orquesta Simón Bolívar de Venezuela y la Academia Alemana de Cámara.
En 1990 realizó una gira por España con el grupo de solistas de México dirigido por Eduardo Mata. En ese mismo año doblo las canciones de la película La bella y la bestia de Disney como la voz de Bella.
Al año siguiente hizo su debut operístico en Europa cantando el papel titular de Marina en la Ópera de Málaga. En 1992 realizó una gira por doce países europeos, en 1993 y 1996 por Sudamérica y en 1995 por Estados Unidos, con el grupo de música antigua Ars Nova.
En 1993 fue invitada a representar a México en el Festival Europalia en Bruselas. En 1980 y 1981 fue premiada en el Concurso Carlo Morelli y en 1987 recibió el Premio Nacional de la Juventud y el diploma de la Unión Mexicana de Cronistas de Teatro y Música.
En el año 2006 le fue otorgada la Medalla Mozart por la Embajada de Austria en México.
En 2010 cantó el rol de Eupaforice en la puesta en escena de la ópera Montezuma de Graun, presentada por la Compañía Teatro de Ciertos Habitantes bajo la dirección musical de Gabriel Garrido y la dirección escénica de Claudio Valdés Kuri. Esta producción se estrenó en el Festival Theater Der Welt, en Mühlheim, Alemania y tuvo presentaciones en el Festival de Edimburgo, Escocia, en el Teatro del Canal de Madrid, en el complejo Kampnagel de Hamburgo, Alemania, y en el Festival Cervantino de México.
Estrenó las óperas: "Aura" de Mario Lavista, "El coyote y el conejo" y "Paso del Norte" de Víctor Rasgado, "Dunaxii" de Roberto Morales, "Malinalli" de Manuel Henríquez Romero y "The Seventh Seed" de Hilda Paredes.
A partir de septiembre de 2014 comenzó a colaborar como Subdirectora Artística de la Compañía Nacional de Ópera de Bellas Artes. Desde octubre de 2015 hasta diciembre de 2017 fue Directora Artística de la Ópera de Bellas Artes de México.

## Grabaciones
Carlos Chávez: The visitors, ópera en un prólogo y tres actos
- Edición conmemorativa del centenario 1899-1999.
- Lauretta, Psyche, Magdalen, Eve: Lourdes Ambriz, soprano
- Elissa, Venus, Procuress, Lilith: Encarnación Vázquez, mezzosoprano
- Panfil, Cupid, Centurion Adam: Randolph Locke, tenor
- Dioneo, Sadducee, Satan: Jesús Suaste, barítono
- Monk, Luxury, Physician, Leader of the Chorus: Marc Embree, bajo
- Orquesta y Coro del teatro de Bellas Artes.
- Luis Fernando Luna, director coral.
- José Areán, director concertador
- Número de catálogo: RV3 743217834722

Karl Heinrich Graun: Montezuma (ópera), ópera en tres actos
- Montezuma: Encarnación Vázquez, mezzosoprano
- Eupaforice: Dorothea Wirtz, soprano
- Tezeuco, Conchita Julian, soprano
- Pilpatoè, Lourdes Ambriz, soprano
- Erissena, Angélica Uribe, soprano
- Ferdinando Cortes, María Luisa Tamez, soprano
- Narvés, Ana Caridad Acosta, contralto
- Kammerchor Cantica Nova, Coro
- Deutsche Kammerakademie Neuss, Orquesta
- Markus Mostert, director coral
- Johannes Goritzki, director concertador
- 1992 Capriccio 60-032-2
- Reeditado 2011 Capriccio 7085

Victor Rasgado: El conejo y el coyote, ópera infantil en un acto
- Conejo: Lourdes Ambriz, soprano
- Coyote: Benito Navarro, barítono
- Campesino: José Guadalupe Reyes, tenor
- Narrador: Ari Brickman, actor
- Camerata de las Américas
- Juan Trigos, director huésped
- 2001 Quindecim Recordings QP085

Mario Lavista: Aura, ópera en un acto
- Aura: Lourdes Ambriz, soprano
- Consuelo Llorente: Encarnación Vazquez, mezzosoprano
- Felipe Montero: Alfredo Portilla, tenor
- El Anciano: Fernando López, barítono
- Orquesta del Teatro de Bellas Artes
- Enrique Diemecke, director concertador
- 1990 Conaculta, INBA, Cenidim
- Reeditado 2010 Tempus Clásico 10036

Paul Alan Barker: The Pillow Song / Songs between words, ópera de cámara / 14 canciones a capela
- Sei Shonagan: Lourdes Ambriz, soprano
- Coro de murmuradoras: Eugenia Ramírez, Claudia Montiel, Zullyamir Lopezríos, Graciela Díaz, sopranos
- Paul Barker, percusiones y director concertador
- Lourdes Ambriz, soprano
- María Huesca, mezzosoprano
- Benito Navarro, barítono
- 2005 Quindecim Recordings QP134

Jesús Echevarría: Canasta de frutas), 10 canciones para soprano, cuarteto de cuerdas y jarana huasteca
- Lourdes Ambriz, soprano
- Cuarteto Ruso-americano
- Jesús Echevarría, jarana huasteca
- 2001 Quindecim Recordings QP082

Jesús Echevarría: Cantes huastecos, 10 canciones para soprano, tenor, cuarteto de cuerdas, jarana huasteca y guitarra
- Lourdes Ambriz, soprano
- Ernesto Anaya, tenor
- Cuarteto Carlos Chávez
- Jesús Echevarría, jarana huasteca y guitarra
- 2003 Quindecim Recordings QP115

Conjunto Vocal de Música Antigua Ars Nova: Música virreinal mexicana Siglos XVI y XVII
Música de: Juan Arañés, Gaspar Fernández, José de Loaysa, Juan García de Zéspedes, Antonio de Zalazar, Hernando Francisco
- Lourdes Ambriz, soprano

- Magda Zalles, mezzosoprano

- Mario Iván Martínez, contratenor
- Claudio Valdés Kuri, bajo

- Antonio Corona: Guitarra barroca
- Antonio Zepeda, percusiones
- Martha Molinar, soprano
- Pilar Medina, castañuelas
- Magda Zalles, directora
- 1992 Quindecim Recordings QD00144

Canciones arcaicas, canciones de Rodolfo Halffter, Manuel M. Ponce, Salvador Moreno, Eduardo Hernández Moncada y Gerhart Muench.
- Lourdes Ambriz, soprano

- Alberto Cruzprieto, pianista
- 2000 Quindecim Recordings QP044

Cuerpo del verano, música original para contrabajo y soprano
Música de: Mario Lavista, Eduardo Angulo, Eugenio Toussaint, Jorge Torres Sáenz, Jesús Echevarría, Victor Rasgado, Enrique González Medina, Paul Barker, Arturo González y Luis Antonio Rojas.
- Lourdes Ambriz, soprano
- Luis Antonio Rojas, contrabajo
- 2008 Quindecim Recordings

## Repertorio
- Rosalba de la ópera Florencia en el Amazonas de Daniel Catán, cantado en 1999.
- Lauretta, Psyche, Magdalen, Eve de la ópera The visitors de Carlos Chávez, cantado en 1999.
- Marina de la ópera Marina de Emilio Arrieta, cantado en 1997.
- Leila de la ópera Los pescadores de perlas de Georges Bizet, cantado en 2002.
- Sei Shonagan de la ópera The Pillow Song de Paul Barker, cantado en 2003.

## Doblaje
- La Bella y la Bestia (1991) - Bella (canciones)
- Sofia the First (2012) - Bella (canciones)
- Sustos ocultos de Frankelda (2021) - Sirena (canción)